# Wilhelm Schippers
Wilhelm J. Schippers, in de media dikwijls aangeduid als Wilhelm S., (Amsterdam, 12 januari 1965 - Amsterdam, 11 juli 2006) was een Nederlands geesteszieke met een tbs-status.

In 2005 kwam hij in het nieuws toen hij tijdens een begeleid verlof wist te ontsnappen aan zijn begeleiders en vervolgens iemand vermoordde, wat tot grote opschudding in de samenleving en de politiek leidde.

## Ontsnapping
Schippers, die tbs met dwangverpleging had opgelegd gekregen (sinds 1990) wegens diefstal met geweld en verkrachting, slaagde erin om op 7 juni 2005 te ontsnappen aan zijn begeleiders op het Centraal Station van Utrecht na een bezoek aan zijn familie in Eindhoven.
Er werd meteen melding gemaakt aan alle politiekorpsen, maar de kliniek Veldzicht, waar hij verbleef, zag geen dreiging van direct gevaar. Dat laatste werd teruggedraaid toen bekend werd dat Schippers Antabus toegediend kreeg, een medicijn dat het gebruik van alcohol tegen moet gaan. Na verloop van tijd zou hij kunnen terugvallen in alcoholgebruik, en dit zou uiteindelijk kunnen resulteren in het plegen van een misdrijf. Als hij in het nauw werd gedreven, werd de kans dat hij geweld zou plegen niet uitgesloten. Een oproep van de politie in de media wekte veel verontwaardiging op in Nederland.
Toen een paar dagen later een visser melding maakte van een dode man in een boot, zocht de politie uit wie die man kon zijn. Ze kwamen uit in Amsterdam, waar Schippers in de woning van de overleden man bleek te schuilen. Hij werd veroordeeld voor de moord op deze 73-jarige schipper, Appie Luchies, die hij met een asbak en een hamer had doodgeslagen.

## Gevolgen
Minister Donner van Justitie kreeg het naar aanleiding van de kwestie Schippers moeilijk, maar overleefde een motie van wantrouwen naar aanleiding van het vermeende wanbeleid rondom de tbs-verloven. Het ministerie wilde alle verlofmarges van Veldzicht opnieuw beoordelen en daartoe werden alle begeleide en ongebegeleide verloven van Veldzicht tijdelijk stopgezet. Voor patiënten met proef- en transmuraal verlof, die vergevorderd waren in hun behandeling en dus al buiten de kliniek verbleven, gold dit niet.
De ontsnapping van Schippers vormde tevens de aanleiding voor het Parlementair onderzoek TBS-stelsel.
Op 11 juli 2006 werd Wilhelm Schippers dood in zijn cel aangetroffen. Justitie maakte bekend dat hij zelfmoord had gepleegd door middel van verstikking en/of verwurging. Hij werd 41 jaar oud.